# Rotmeer-Putzerlippfisch
Der Rotmeer-Putzerlippfisch (Larabicus quadrilineatus) ist eine Fischart aus der Familie der Lippfische (Labridae), die endemisch im Roten Meer und im Golf von Aden vorkommt.

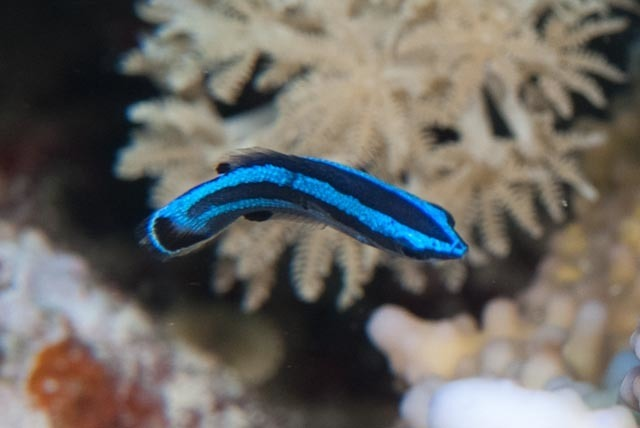
Rotmeer-Putzerlippfisch, Jungfisch. Im Hintergrund Weichkorallen der Gattung Xenia.

## Merkmale
Rotmeer-Putzerlippfische erreichen eine Standardlänge von 9 cm und eine Gesamtlänge von 11,5 cm. Ihr Körper ist langgestreckt und seitlich abgeflacht. Die Standardlänge liegt beim 2,9- bis 3,3-fachen der Körperhöhe. Der Schwanzstiel ist etwa doppelt so hoch wie lang. Die Schnauze ist zugespitzt, die Lippen sind dick und fleischig. Bei geschlossenem Maul bilden sie eine kurze Röhre. In beiden Kiefern befinden sich an der Spitze jeweils ein Paar größerer, gebogener Eckzähne, gefolgt von kleinen, dicht zusammen stehenden Zähnen an den Kieferseiten.
Morphometrie
- Flossenformel: Dorsale IX/11, Anale III/10, Pectorale 13, Caudale 12.
- Schuppenformel: SL 26–27.
- Kiemenrechen: 11–13.
- Wirbel 1O+15.

Jungfische sind dunkel purpur-grau gefärbt mit zwei auffälligen blauen Längsstreifen auf jeder Körperseite. Der obere verläuft durch die Augen bis zum oberen Bereich des Schwanzstiels, der untere von der Spitze des Unterkiefers dann unterhalb der Augen bis zur Mitte des Schwanzstiels. Im hinteren Bereich der unpaaren Flossen befinden sich jeweils ein großer schwarzer Fleck. Weibchen behalten diese Zeichnung weitgehend bei, der schwarze Fleck im hinteren Bereich der unpaaren Flossen wird jedoch kleiner. Adulte Männchen sind fast einfarbig dunkel purpur-grau gefärbt ohne blaue Längsstreifen, aber mit einem gebogenen blauen Band im unteren Kopfbereich. Es beginnt an der Spitze des Unterkiefers, verläuft dann zum Auge und biegt nach unten ab zum unteren Rand des Kiemendeckels.

## Lebensweise
Rotmeer-Putzerlippfische leben in Korallenriffen in Regionen mit dichtem Steinkorallenbewuchs. Jungfische betätigen sich als Putzerfische und entfernen die Ektoparasiten bei größeren Fischen, während sich ausgewachsene Rotmeer-Putzerfische von Korallenpolypen ernähren. Im Roten Meer wurde beobachtet, dass eine Gruppe von 10 Rotmeer-Putzerlippfischen eine violettfarbene, etwa einen Quadratmeter großen Kolonie einer Acropora in ca. 4 Wochen zu zwei Dritteln von ihren Polypen entblößte. Die Fische hielten sich vor allem im unteren Bereich der Steinkoralle auf und fraßen an den Spitzen der Äste die wenigsten Polypen.